# Ардово
Ардово (слч. Ardovo) насељено је мјесто са административним статусом сеоске општине (слч. obec) у округу Рожњава, у Кошичком крају, Словачка Република.

## Становништво
| Година:    | 1994. | 2004.   | 2014.   | 2024.    |
| ---------- | ----- | ------- | ------- | -------- |
| Број људи: | 174   | 180     | 169     | 144      |
| Разлика:   |       | +3,44 % | -6,11 % | -14,79 % |

| Година:    | 2023. | 2024.   |
| ---------- | ----- | ------- |
| Број људи: | 147   | 144     |
| Разлика:   |       | -2,04 % |

Према подацима о броју становника из 2011. године насеље је имало 162 становника.